# 483
| [ Edytuj tabelę ]          |                                            |
| Cesarz Bizancjum           | - 474 Zenon 491                            |
| Król Franków               | - 481 Chlodwig I 511                       |
| Król Kentu                 | - 455 Hengest 488                          |
| Patriarcha Konstantynopola | - 471 Akacjusz 488                         |
| Władca Korei               | - 413 Changsu 491                          |
| Król Munsteru              | - 453 Óengus 489                           |
| Król Ostrogotów            | - 471 Teodoryk Wielki 526                  |
| Papież                     | - 468 Symplicjusz 483 - 483 Feliks III 492 |
| Król Persji                | - 459 Peroz I 484                          |
| Król Wandalów              | - 477 Huneryk 484                          |
| Król Wizygotów             | - 466 Euryk 484                            |

Rok 483 / CDLXXXIII
stulecia: IV wiek ~
V wiek ~
VI wiek

lata: 473 «
478 «
479 «
480 «
481 «
482 «
483
» 484
» 485
» 486
» 487
» 488
» 493

## Wydarzenia
- 13 marca – Feliks III został papieżem.

## Urodzili się
- Justynian I Wielki – cesarz bizantyjski